# HTML 2
HTML 2.0 (RFC 1866), editado por Tim Berners Lee y Dan Conolly, es la primera versión oficial del lenguaje informático HTML, y supone una formalización de las anteriores versiones de HTML en uso que Tim Berners Lee publica y mantiene en discusión pública dentro de la comunidad internet para implementación y reforma de 1990 hasta 1995. 
Basado en SGML, constituye una definición completamente limpia del lenguaje, sin soporte para tablas, que no incluye ningún elemento puramente presentacional, por tanto haciendo hincapié en la directividad del lenguaje hacia la definición de un marco estructural puro para el contenido y coherente enfocado hacia la funcionalidad hipertextual:
```
<!DOCTYPE html PUBLIC "-//IETF//DTD HTML 2.0//EN">
<title>Ejemplo de documento</title>
 <p>
 con un <a href=http://www.w3c.org>grado de purismo</a>
 sencillamente <em>*impresionante*</em>
 </p>

```

Es clara la vocación a una edición manual, donde se simplifica al máximo la estructura del documento para agilizar su edición, donde la declaración explícita de los elementos body, html y head es opcional, a diferencia de XHTML.
La falta de adherencia estricta a esta especificación desde 1995, en especial con la buena marcha y popularidad del uso de la implementación ampliada de Netscape 2.0-3.0, y el elevado grado de difusión que impulsa un importante movimiento de diseñadores en pro del uso de las tablas semánticas que incluye HTML + para presentación avanzada (conocidas como tablas de layout), y su popularización debido a su facilidad de uso, expresividad, similitud con herramientas existentes y buen soporte en los navegadores de la época, junto con la carencia de un buen soporte de CSS (nivel 1, por aquel entonces), agregado al enfoque comercial englobado en el boom de las webs dinámicas, que propicia el enfoque comercial hacia el envoltorio, el premio individualista de la forma, canalizado óptimamente en tecnologías que aporten dinamismo (DHTML) y espectacularidad (Flash), en perjuicio del diseño funcional o minimalista propio del enfoque a contenidos, supondría el comienzo de la batalla por replantear, o más bien, plantear casi de cero una fuerte necesidad de volver al punto inicial de disociación clara entre estructura y presentación en la web de mediados-finales de los años 90, una vez hay tiempo para un replanteamiento claro de las raíces de la world wide web, más incidente en la filosofía utilitaria de la misma, que en una proyección ideológica de exclusivismo tecnológico.
En este sentido HTML 2.0, por su pureza, es un lenguaje que podemos considerar completamente actual y un curioso espejo de la realidad minimalista y funcional paralela que obtiene su canal de expresión más cartesianamente intelectual en los conceptos fundamentales de diferenciación entre semántica y presentación, apuntando hacia la socialización de la web, conceptualizada en el enfoque a flexibilidad en la gestión y difusión de contenidos, usabilidad, que abandera la web 2.0.